# Del og hersk-metoden
Del og hersk (divide et impera) er et udtryk kendt fra den romerske administration. Romerne brugte princippet til at kontrollere deres erobrede provinser ved at spille på interne konflikter, således at de slap for at bruge unødvendige ressourcer på at holde revolutionære personer nede. De tillod lokale skikke på den betingelse, at de lokale underlagde sig romersk kontrol.
| Historie | Spire Denne historieartikel er en spire som bør udbygges. Du er velkommen til at hjælpe Wikipedia ved at udvide den. |